# IWA OutdoorClassics

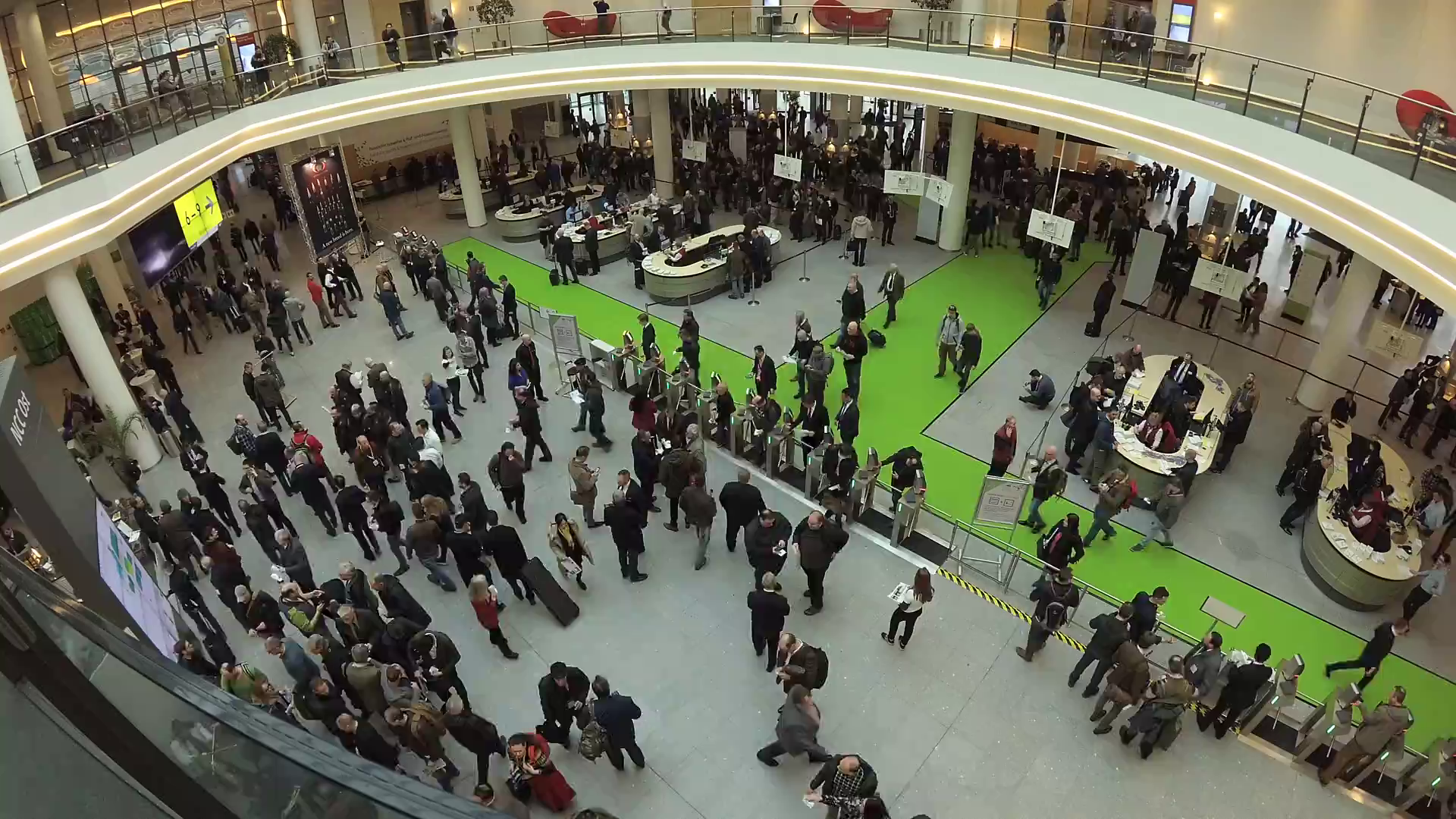
Eingangsbereich der IWA OutdoorClassics 2018

Die IWA OutdoorClassics oder schlicht IWA (ursprünglich die Abkürzung für Internationale Waffenausstellung) im Messezentrum Nürnberg ist eine internationale Fachmesse für Jagdwaffen, Sportwaffen, Ordonnanzwaffen, Outdoorartikel und Zubehör. Sie zählt in Europa zu den wichtigsten Veranstaltungen der Branche. Veranstalter der jährlich stattfindenden Fachmesse ist die NürnbergMesse. Zu den ideellen Trägern der IWA OutdoorClassics gehören der Verband Deutscher Büchsenmacher und Waffenfachhändler und der Verband der Hersteller von Jagd-, Sportwaffen und Munition in Verbindung mit der Association Européenne de Commerce d'armes civiles, der Association des Fabricants Européens de Munition de Sport und dem Institut Européen des Armes de Chasse et de Sport.

## Fachangebot und Publikum
Neben Waffen und Munition präsentieren die Aussteller Outdoor-Ausrüstung, insbesondere für Jagd- und Schießsport, Bogensport, Wandern und Tierbeobachtung. Zu den gezeigten Produkten gehören beispielsweise Funktionskleidung, Messer oder Taschenlampen.
Bei den IWA OutdoorClassics ist ausschließlich Fachpublikum zugelassen. Besucher müssen beim Kauf ihrer Eintrittskarte nachweisen, dass sie in einer relevanten Branche beschäftigt sind, beispielsweise bei einer Forstbehörde oder im Personenschutz. Eine Tätigkeit als Jäger oder Mitgliedschaft in einem Schützenverein sind nicht ausreichend.
Nachdem sich im Jahr 2017 Beschwerden der Aussteller über eine massive Zunahme von Endverbrauchern und damit einhergehender Probleme (Diebstähle sowie der Schwierigkeit mit Händlern und Distributoren Fachgespräche abhalten zu können und Verträge anzubahnen) häuften, werden die Zutrittsvoraussetzungen in den folgenden Jahren jährlich leicht verschärft. Im Jahre 2025 waren so z. B. keine Vorstandsmitglieder von Schützenvereinen mehr als Fachbesucher zugelassen. Ziel ist es hierbei, dass die Messe wieder zu einer reinen Fachbesuchermesse wird. Die Messe Nürnberg möchte mit diesen Maßnahmen eine weiter Konzentration auf Fachpublikum erreichen und verlorene Aussteller wie z. B. Zeiss und die Blaser Group zurückgewinnen. Diese zogen sich aus der Messe zurück, da die Messe den Charakter einer B2B Messe allmählich verlor.
Die Blaser Group sowie die Optikhersteller Steiner und Zeiss werden erstmalig 2026 wieder an der Messe teilnehmen. Insbesondere größere Hersteller begrüßen den Schritt zu einer reinen Fachbesuchermesse.
Ab 2026 werden auch Behördenangehörige nicht mehr per se als Fachbesucher zugelassen. Vielmehr wird hierbei eine schriftliche Beauftragung als Entscheidungsträger im Beschaffungsvorgang benötigt.

## Enforce Tac
Mehrere Jahre lang fand am ersten Tag der IWA OutdoorClassics der sogenannte Behördentag statt. Aufgrund wachsender Popularität lagerte der Veranstalter den Behördentag 2012 unter dem Namen Enforce Tac in eine eigene Veranstaltung aus. Dort bieten Aussteller Produkte speziell für Sicherheitskräfte etwa aus Polizei, Zoll und Militär an. Das Angebotsspektrum umfasst neben Waffen und Munition auch Einsatzkleidung, Fahrzeuge sowie Trainingsausrüstung wie Schießstände. Zur Enforce Tac gehört auch die Europäische Polizeitrainer-Fachkonferenz. Die Beschränkung auf Fachpublikum wird bei der Enforce Tac besonders streng gehandhabt.

## Besucher- und Ausstellerzahlen

### IWA OutdoorClassics
2019 präsentierten sich 1.619 Aussteller (davon 305 aus Deutschland) auf 58.177 m² Nettoausstellungsfläche den 45.476 Fachbesuchern (davon 17.529 aus Deutschland).

### Enforce Tac
Auf der Enforce Tac 2017 waren 214 Aussteller auf einer Nettofläche von 3.692 m² vertreten. Die Messe erreichte 3.810 Fachbesucher.